# 吉野鶏めし
吉野鶏めし（よしのとりめし）は、鶏肉を炊き込んだ炊き込みご飯の一種で、大分県大分市南部にある吉野地区の郷土料理。

## 概要

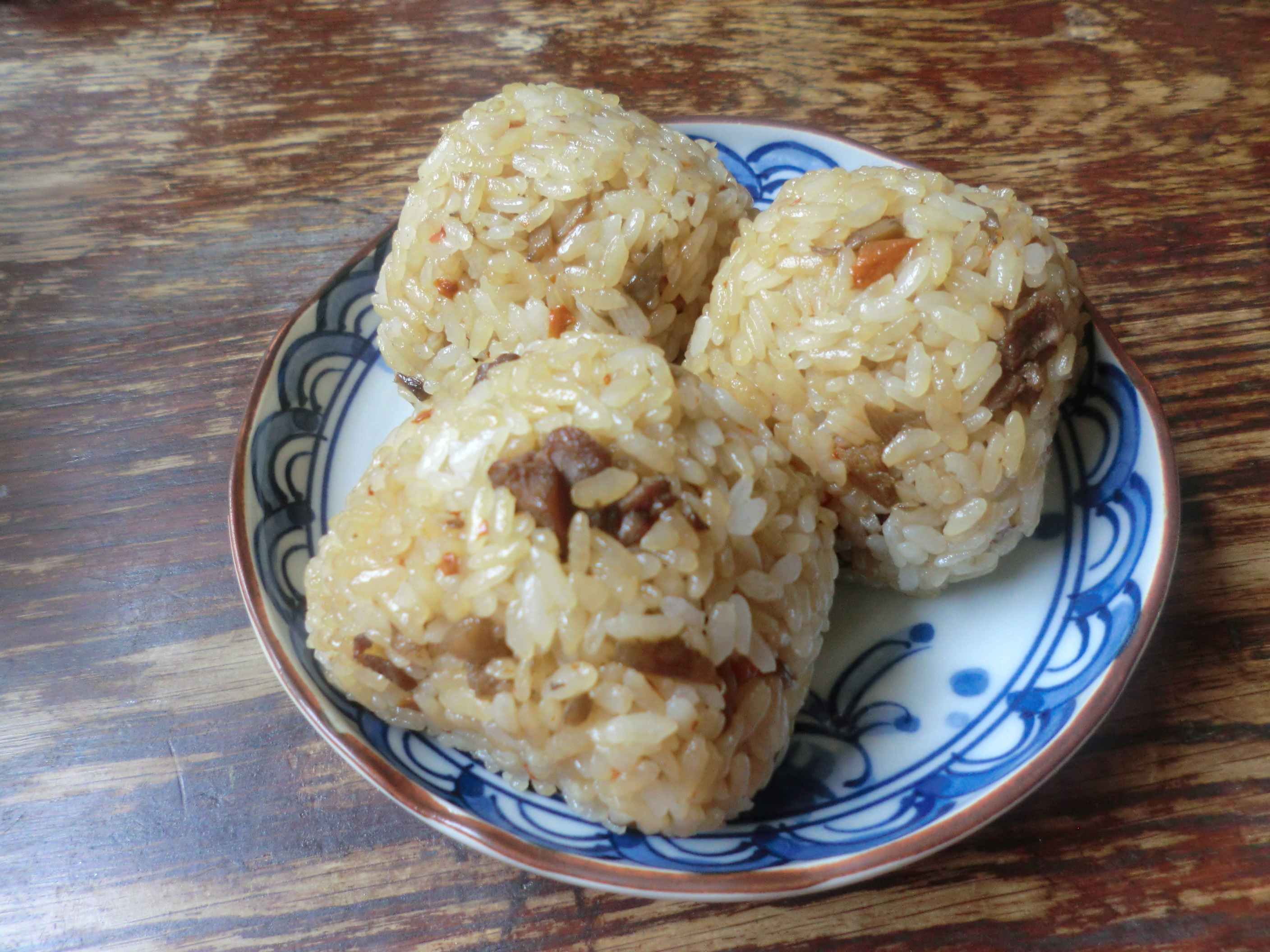
鶏めしを使ったおにぎり

砂糖と醤油などで鶏肉とごぼうを煮込み、ご飯が八分炊きの時に混ぜ合わせる2度炊きで作られる。おにぎりにして供されることが多い。　
元々「鶏めし」は県内各地に伝わる家庭料理で、猟師が来客のもてなしのために雉や鳩などの鳥肉を使って作っていたものが起源とされ、昔から各家庭でハレの日や親戚の集まりの際に作られてきた。
この伝統の味を伝え継ぐ目的で1988年に地元婦人会によって「吉野鶏めし保存会」が結成された。
大分県は一村一品運動の発祥の地であるが、米の消費拡大にも寄与する吉野鶏めしは、大分市の一村一品に指定され、特産品として育てられた。現在は「吉野鶏めし保存会/吉野食品有限会社」として活動している。
また、料理漫画『美味しんぼ』第71巻大分編にて紹介されたことで、全国的に有名になった。
おにぎりや鶏めしの素などの形で、九州地方を中心としたデパート、スーパー等で販売されている。また、おにぎりに若干のおかずを加えた駅弁は、大分駅、別府駅、博多駅をはじめ、首都圏の東京駅、上野駅などでも売られている。